# Mệt mỏi
Mệt hay mệt mỏi là tình trạng cạn kiệt năng lượng hoặc tinh thần. Mệt mỏi có thể được giảm bớt theo thời gian nghỉ ngơi. Nguyên nhân của mệt mỏi có thể từ thể chất hoặc tinh thần. Về thể chất, mệt mỏi là sự mất khả năng thoáng qua của cơ để duy trì hoạt động thể chất tối ưu, và trở nên nghiêm trọng hơn khi tập thể dục mạnh. Về tinh thần, mệt mỏi là một sự giảm thoáng qua về hiệu suất nhận thức tối đa do thời gian hoạt động nhận thức kéo dài. Nó có thể biểu hiện như buồn ngủ, thờ ơ hoặc giảm sự tập trung chú ý.
Về mặt y học, mệt mỏi là một triệu chứng không đặc hiệu, có nghĩa là nó có nhiều nguyên nhân có thể và đi kèm với nhiều điều kiện khác nhau. Mệt mỏi được coi là triệu chứng, chứ không phải là dấu hiệu, bởi vì nó là một cảm giác chủ quan được báo cáo bởi bệnh nhân, chứ không phải là một khách quan mà người khác có thể quan sát. Mệt mỏi và 'cảm giác mệt mỏi' thường bị lẫn lộn.

## So sánh với buồn ngủ
Mệt mỏi thường được coi là một tình trạng kéo dài hơn buồn ngủ. Mặc dù buồn ngủ có thể là triệu chứng của các vấn đề y tế, nhưng nó thường là do thiếu giấc ngủ ngon hoặc thiếu sự kích thích. Mệt mỏi mãn tính, mặt khác, là một triệu chứng của một vấn đề y tế lớn hơn trong hầu hết các trường hợp. Nó thể hiện sự mệt mỏi về tinh thần hoặc thể chất và không thể hoàn thành nhiệm vụ ở hiệu suất bình thường. Cả hai thường được sử dụng thay thế cho nhau và thậm chí được phân loại theo mô tả 'mệt mỏi'.Thông thường, mệt mỏi được mô tả là sự mệt mỏi không thoải mái, trong khi buồn ngủ là thoải mái hơn.

## Nguyên nhân
Mệt mỏi là kết quả của làm việc bình thường, căng thẳng về tinh thần, bị kích thích quá mức, đi máy bay, giải trí quá mức, trầm cảm, chán nản, bệnh tật và thiếu ngủ. Nó cũng có thể có nguyên nhân hóa học, chẳng hạn như ngộ độc, lượng đường trong máu thấp hoặc thiếu hụt khoáng chất hoặc vitamin. Mất máu mãn tính thường dẫn đến mệt mỏi, cũng như các tình trạng khác do thiếu máu. Mệt mỏi khác với buồn ngủ, nơi bệnh nhân cảm thấy rằng giấc ngủ là cần thiết. Mệt mỏi là một phản ứng bình thường đối với gắng sức hoặc căng thẳng về thể chất, nhưng cũng có thể là dấu hiệu của một rối loạn thể chất.
Mệt mỏi tạm thời có thể là một căn bệnh nhỏ như cảm lạnh thông thường như một phần của đáp ứng hành vi bệnh tật xảy ra khi hệ thống miễn dịch chống lại nhiễm trùng.
Mệt mỏi có thể theo đo. Các thiết bị để biện pháp y khoa mệt mỏi đã được phát triển bởi công ty, trong số chúng Nintendo. Tuy nhiên thiết bị như vậy là không phổ biến.